# منظور أحمد باشتين
منظور أحمد بشتون (بالبشتوية: منظور احمد پښتين/پاشتين)‏ ناشط في مجال حقوق الإنسان من جنوب وزيرستان في باكستان. ينشط في القضايا المتعلقة بشعب البشتون، وخاصة الذين ينتمون إلى وزيرستان وأجزاء أخرى من المناطق القبلية الخاضعة للإدارة الفيدرالية السابقة في باكستان. وهو رئيس حركة بشتون تحفظ.
اتهم منظور الجيش الباكستاني بارتكاب انتهاكات لحقوق الإنسان، واعتُقل في يناير 2020.